# 3472 Upgren
3472 Upgren è un asteroide della fascia principale. Scoperto nel 1981, presenta un'orbita caratterizzata da un semiasse maggiore pari a 2,7247664 UA e da un'eccentricità di 0,1770984, inclinata di 4,48459° rispetto all'eclittica.